# 宝塚市消防本部
宝塚市消防本部（たからづかししょうぼうほんぶ）は、兵庫県宝塚市の消防部局（消防本部）。管轄区域は宝塚市全域。

## 概要
- 消防本部：宝塚市伊孑志3-14-61
- 管内面積：101.89km2
- 職員定数：245人
- 消防署2箇所、出張所6箇所、分遣所1箇所
- 主力機械（2024年4月1日現在）
  - 普通消防ポンプ自動車：11
  - 水槽付消防ポンプ自動車：2
  - はしご付消防自動車：2
  - 化学消防自動車：1
  - 高規格救急自動車：9
  - 救助工作車：2
  - 指揮車：3
  - 査察広報車：4
  - 資機材搬送車：3
  - 支援車：1
  - 人員搬送車：1

## 沿革
- 1948年6月 - 伊丹市・川辺郡小浜村・武庫郡良元村の1市2村により伊丹消防組合を設立し、伊丹消防組合消防署を設置する。
- 1951年3月 - 小浜村が町制を施行し、宝塚町となる。
- 1952年8月 - 伊丹消防組合を解散し、宝塚町と良元村の1町1村により宝塚消防事務組合を設立し、伊丹消防組合の出張所庁舎を承継する。
- 1954年4月1日 - 宝塚町と良元村の合併により、宝塚市が誕生する。宝塚消防事務組合を解散し、単独消防として宝塚市消防本部・宝塚市消防署を設置する。
- 1963年4月 - 消防本部・消防署庁舎を新築し移転する。
- 1964年7月 - 雲雀丘出張所を開設する。
- 1964年10月 - 救急自動車を消防署本署に配備し、救急業務を開始する。
- 1967年3月 - 屈折はしご付消防自動車を消防署本署に配備する。
- 1968年4月 - 南部出張所を開設する。
- 1969年4月 - 長尾出張所を開設する。
- 1970年4月 - 栄町出張所を開設する、
- 1970年10月 - 消防本部に課制を導入する。
- 1971年2月 - 救急自動車を長尾出張所に配備する。
- 1971年4月 - 南口出張所を開設する。
- 1971年10月 - 宝塚市役所西谷支所に消防本部分室を設置する。
- 1972年10月 - 長尾出張所が長尾分署に昇格する。
- 1974年3月 - はしご付消防自動車を消防署本署に配備する。
- 1975年4月 - 米谷出張所を開設する。
- 1975年12月 - 救助工作車を消防署本署に配備する。
- 1978年4月 - 長尾分署が東消防署に昇格し、2署体制となる。宝塚市消防署を西消防署に改称する。
- 1978年11月 - 化学消防自動車を消防本部に配備する。
- 1982年4月 - 中山台出張所を開設する。
- 1982年10月 - 西谷分遣所を開設する、
- 1985年4月 - 現在地に消防本部・西消防署庁舎を新築し移転する。
- 1988年4月 - 東消防署を新築し移転する。
- 1992年4月 - 南口出張所が移転し、宝松苑出張所に改称する。
- 1992年12月 - 初の高規格救急自動車を西消防署に配備する。
- 1993年7月 - 救急救命士の運用を開始する。
- 1993年9月 - 高規格救急自動車を東消防署に配備する。
- 1995年4月 - 高規格救急自動車を栄町出張所に配備する。
- 1995年12月 - 高規格救急自動車を西谷分遣所に配備する。
- 2004年7月18日 - 福井豪雨災害に緊急消防援助隊を派遣する。
- 2005年4月25日 - JR福知山線脱線事故に応援出場する。
- 2005年4月 - 高規格救急自動車を南部出張所に配備する。
- 2011年3月 - 東日本大震災被災地に緊急消防援助隊を派遣する
- 2014年10月 - 平成27年4月に発足する高度救助隊としての要件を満たすため、近畿圏では初となる消防車両艤装メーカーが開発した最新鋭の救助工作車を西消防署に配備する。
- 2015年4月 - 「高度救助隊」 (Brave Phoenix Rescue) が発足。

## 組織
- 本部-総務課、予防課、警防課、情報管制課、救急救助課
- 消防署-警防統括課

## 消防署

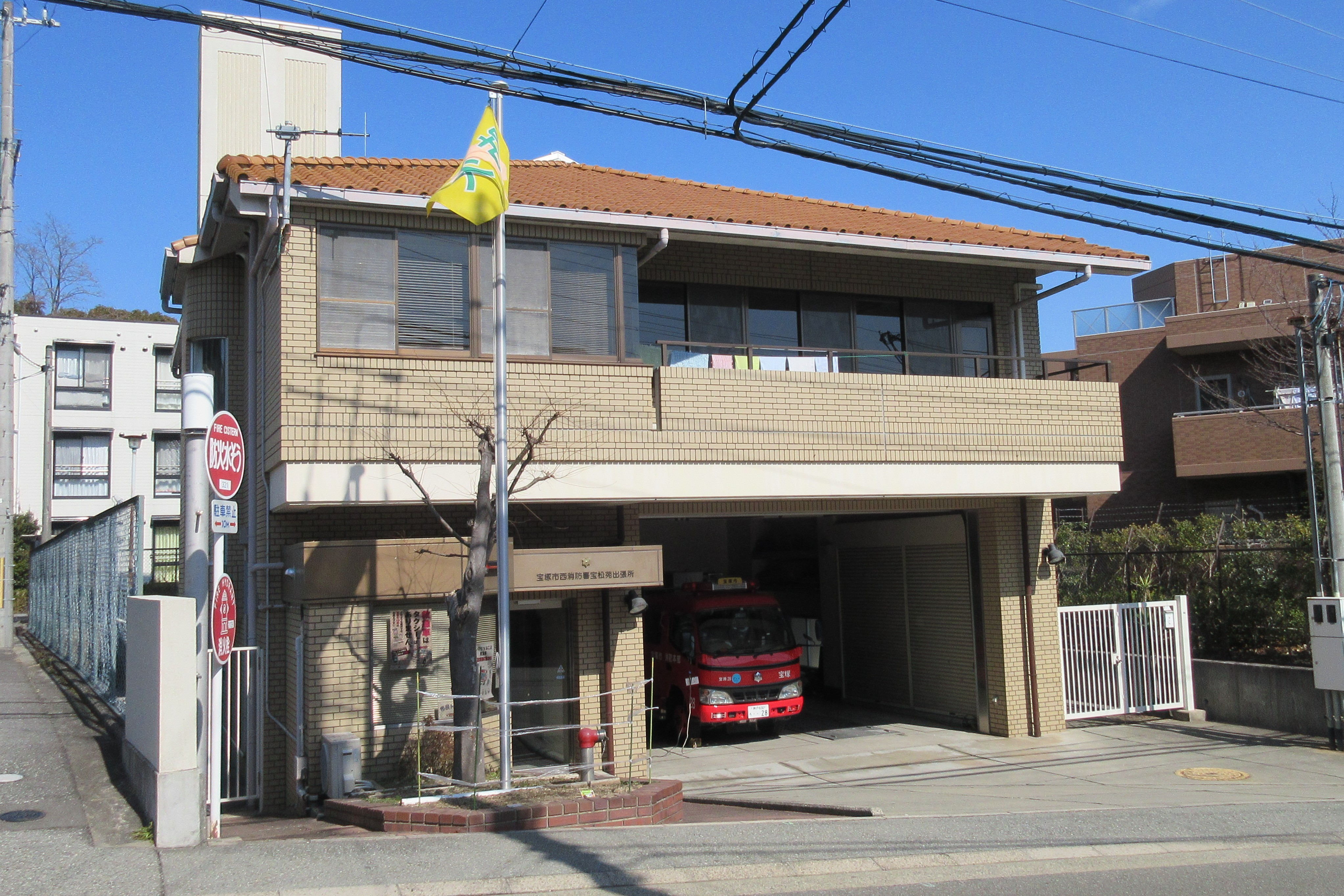
西消防署宝松苑出張所

| 消防署   | 住所          | 出張所                                                            | 分遣所                |
| -------- | ------------- | ----------------------------------------------------------------- | --------------------- |
| 西消防署 | 伊孑志3-14-61 | 南部：高司1-3-11 栄町：栄町2-3-2 宝松苑：宝松苑13-41              | 西谷：大原野字南宮2-7 |
| 東消防署 | 山本南2-5-1   | 雲雀丘：雲雀丘山手1-15-20 米谷：星の荘19-20 中山台：中山桜台2-2-5 |                       |

## 不祥事
西消防署南部出張所の男性消防司令補2名が、同僚に対しオンラインゲームへの参加を強要するなどのパワーハラスメント行為をしていたことが明らかとなり、宝塚市消防本部は2021年3月16日に2人をそれぞれ停職10ヵ月と減給10分の1の処分とした。